# 28 février
Pour les articles homonymes, voir Vingt-Huit-Février.
28 janvier 28 mars
Chronologies thématiques
- Croisades
- Ferroviaires
- Sports
- Disney
- Anarchisme
- Catholicisme

Abréviations / Voir aussi
- (° 1852) = né en 1852
- († 1885) = mort en 1885
- a.s. = calendrier julien
- n.s. = calendrier grégorien
- Calendrier
- Calendrier perpétuel
- Liste de calendriers
- Naissances du jour

Le 28 février est le 59e jour de l'année du calendrier grégorien, il en reste ensuite 306 ou moins souvent 307.
C'était généralement le 10e jour du mois de ventôse dans le calendrier républicain / révolutionnaire français, officiellement dénommé jour de la bêche (l'instrument aratoire agricole).

## Événements

### IIIesiècleav. J.-C.
- 202 av. J.-C. : Han Gaozu devient empereur de Chine, marquant simultanément l'avènement de la dynastie Han.

### XVIesiècle
- 1525 : dans l'Empire aztèque, Cuauhtémoc (l'aigle descendant) est exécuté par les Espagnols. C'est le dernier empereur aztèque.
- 1579 : traité de Nérac, signé entre le roi Henri III et les protestants.

### XVIIesiècle
- 1653 : début de la bataille de Portland, où la flotte anglaise bat les Hollandais près de l'île de Portland, dans la Manche, au large du Dorset, en Angleterre.

### XVIIIesiècle

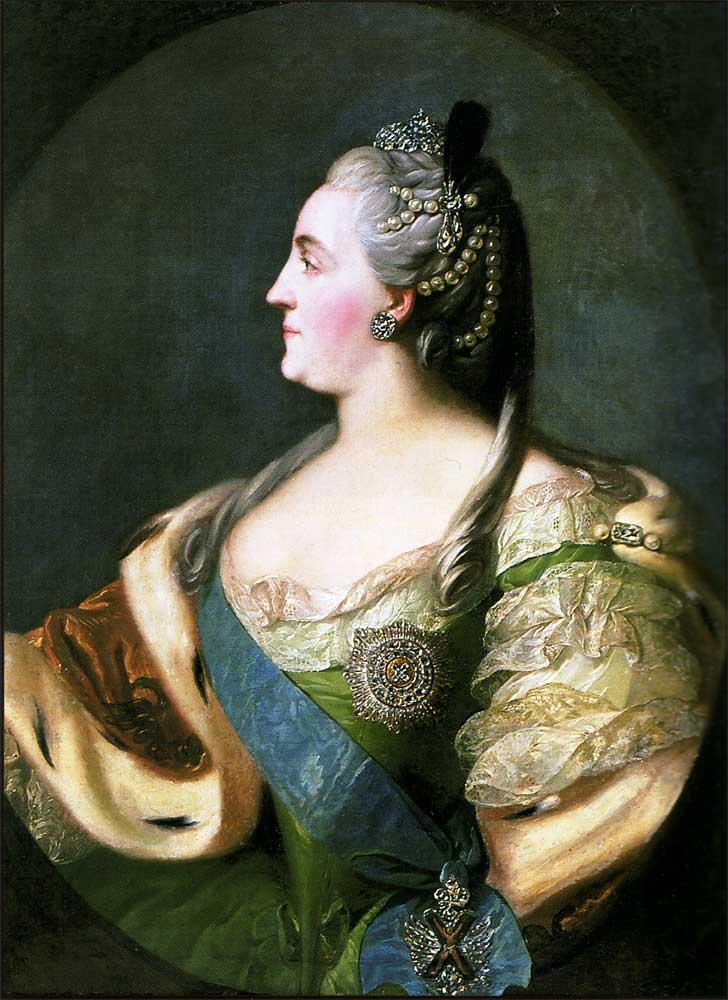
Catherine II de Russie

- 1791 : à Paris, quatre cents nobles tentent de prendre les Tuileries. C'est le complot des « Chevaliers du poignard ».
- 1794 : bataille de la Vivantière et massacre des Lucs-sur-Boulogne pendant la guerre de Vendée.

### XIXesiècle
- 1812 : catastrophe de la mine de Beaujonc près de Liège en Belgique.
- 1813 : traité de Kalisz entre l'Empire russe et la Prusse.
- 1825 :
  - un traité entre le Royaume-Uni et la Russie établit les frontières de l'Alaska.
  - le Royaume-Uni et la Russie signent un traité relatif à leurs droits respectifs dans le Pacifique.
- 1838 : Robert Nelson, chef des Patriotes, proclame l'indépendance du Bas-Canada (aujourd'hui Québec).
- 1842 : un incendie à Karlsruhe, Allemagne, au théâtre de la Cour, tue 100 personnes.
- 1854 : aux États-Unis, création du parti Républicain.
- 1874 : fin du procès Tichborne.
- 1876 : la guerre carliste prend fin en Espagne avec le départ en exil de Don Carlos.
- 1877 : signature d'un traité de paix entre la Turquie et la Serbie.
- 1878 : aux États-Unis, le Bland allison act (en) oblige le gouvernement à frapper mensuellement des pièces d'argent pour un montant de deux millions de dollars et sur la base du rapport légal. Justifiée par l'encombrement occasionné par les greenblacks (billets inconvertibles), depuis la guerre de Sécession, cette loi a vu s'affronter inflationnistes et déflationnistes, « argentistes » et « monométallistes ».
- 1900 : la Libération de Ladysmith met fin au siège de la ville pendant la seconde guerre des Boers.

### XXesiècle
- 1921 : les marins de Kronstadt se soulèvent contre le régime bolchevik. Leur révolte sera violemment réprimée.
- 1922 : en Égypte, par un pacte unilatéral, les Britanniques proclament la fin du protectorat institué en 1914 et proclame le sultanat d'Égypte indépendante. Le 15 mars le sultan Fouad Ier se proclame roi d'Égypte. Toutefois, la rivalité opposant Fouad au parti nationaliste, le Wafd, permet aux Britanniques de conserver leur position économique dans le pays, en particulier la maîtrise du canal de Suez.
- 1924 : les Soviétiques rendent un dernier hommage à Lénine mort le 21 janvier.
- 1925 : un séisme ayant son épicentre à l'embouchure du Saguenay frappe la vallée du Saint-Laurent : trois personnes périssent.
- 1933 :
  - à la suite de l'incendie du Reichstag, le gouvernement nazi supprime les libertés civiques en Allemagne.
  - en Allemagne, Bertolt Brecht et Heinrich Mann partent en exil.
- 1940 :
  - première traversée secrète de l'océan Atlantique par le Queen Elizabeth[1].
  - la Commission fédérale des communications autorise la publicité à la télévision américaine.
- 1942 :
  - les troupes japonaises débarquent à Java et débutent l'invasion de l'île.
  - la bataille du détroit de la Sonde commence.
  - le HNLMS De Ruyter est coulé, le schout-bij-nacht Karel Doorman sombre avec son navire.
- 1946 : première parution du journal L'Équipe, qui succède à « L'Auto-Vélo ».
- 1947 : «incident du 28 février » à Taïwan, les manifestations populaires se terminent par l'arrestation et l'exécution massive d'intellectuels taïwanais, résultant en une tension persistante entre Chinois du continent et Taïwanais.
- 1948 : résolutions n° 40 et 41 du Conseil de sécurité des Nations unies relatives à la question indonésienne.
- 1952 :
  - fin des VIe Jeux olympiques d'hiver à Oslo.
  - Vincent Massey devient le premier gouverneur général du Canada à y être né.
- 1956 : sur proposition du ministre des Affaires sociales, Albert Gazier, l'Assemblée nationale adopte, à l'unanimité des 499 votants, les trois semaines de congés payés, soit 18 jours ouvrables.
- 1960 : fin des 8e Jeux olympiques d'hiver à Squaw Valley (États-Unis). 30 nations y participaient, rassemblant 665 athlètes dans 9 disciplines.
- 1962 : Washington annonce que de nouveaux essais nucléaires dans l'atmosphère vont avoir lieu dans le Pacifique.
- 1970 : à Chicago, Georges Pompidou prononce un discours considéré comme fondateur pour l'environnement[2].
- 1974 : inauguration du palais des congrès de Paris.
- 1975 :
  - une rame du métro de Londres sur la Northern line percute le fond d'un tunnel à la station de Moorgate, tuant 43 personnes.
  - convention de Lomé garantissant à quarante-six pays d'Afrique, des Caraïbes et du Pacifique la stabilité des recettes provenant de leurs exportations.
- 1977 : Via Rail, société d'État distincte du Canadien National, est créée pour assurer le service aux passagers.
- 1983 :
  - l'Union européenne interdit l'importation de la fourrure de bébé phoque.
  - le lecteur laser et le disque compact sont lancés en Europe.
- 1984 : l'ancien président camerounais Ahmadou Ahidjo est condamné à mort par contumace pour complot contre le régime de son successeur, Paul Biya.
- 1985 : des militants de l'IRA provisoire attaquent au mortier un commissariat à Newry (Irlande du Nord), faisant neuf morts, dont huit policiers.
- 1986 :
  - le Premier ministre suédois Olof Palme est assassiné à Stockholm.
  - une tempête de neige provoque la mort de neuf personnes et prive 110 000 foyers d'électricité dans le sud-ouest de la France.
- 1987 : condamnation à la détention perpétuelle par une Cour antiterroriste de Georges Ibrahim Abdallah, chef en Europe des Fractions armées révolutionnaires libanaises.
- 1991 : l'Irak de Saddam Hussein capitule et s'engage à accepter toutes les résolutions de l'ONU sur le Koweït, mettant fin à l'opération Tempête du désert qui aura duré onze jours, lors de la Guerre du Golfe.
- 1992 : le Conseil de sécurité des Nations unies décide de l'envoi de 22 000 casques bleus au Cambodge pour le maintien de la paix.
- 1993 : début du siège de Waco, au Texas.
- 1994 : l'Afrique du Sud rétrocède Walvis Bay à la Namibie.
- 1996 : la Russie devient le 39e État membre du Conseil de l'Europe.
- 1997 :
  - les « 18 recommandations » émises par le Conseil de sécurité nationale turc lancent le « processus du 28 février » qui vise à réprimer le développement de l’islamisme en Turquie et aboutit en juin à la démission du Premier ministre Necmettin Erbakan ; ce processus a été qualifié de « coup d’État post-moderne » par le général Özkasnak, ancien secrétaire général de l’état-major.
  - un séisme de 6,1 sur l'échelle ouverte de Richter frappe le nord-ouest de l'Iran, faisant plus de 1 100 victimes.
  - André Guelfi est mis en examen et incarcéré, dans le cadre de l'affaire Elf.
  - fusillade de North Hollywood, à Los Angeles.
- 1999 : Israël lance une vaste opération militaire de représailles contre des positions islamistes au Liban du Sud, après la mort d'un de ses généraux dans un attentat du Hezbollah.

### XXIesiècle
- 2001 :
  - le ministre de l'agriculture français Jean Glavany annonce un plan d'aide pour les éleveurs bovins touchés par la crise de la vache folle.
  - la ville américaine de Seattle (nord-ouest des États-Unis) subit le séisme le plus puissant depuis un demi-siècle dans la région (magnitude de 6,8 sur l'échelle ouverte de Richter) mais ne déplore que 250 blessés.
  - un séisme de 6,8 à l'échelle ouverte de Richter frappe l'État de Washington, l'Oregon ainsi que Vancouver et Victoria, faisant un mort et d'importants dégâts.
  - à Belgrade, le bureau du procureur lance une enquête sur l'ancien dictateur Slobodan Milošević.

- 2002 :

Zone euro

  - à Madagascar, l'ancien président Didier Ratsiraka décrète la loi martiale.
  - en Europe, fin du cours légal de toutes les anciennes monnaies de la zone euro.
  - la juge d'instruction Eva Joly annonce son retour prochain dans son pays natal, la Norvège, pour devenir conseillère spéciale du gouvernement en matière de lutte anti-corruption.
  - le Haut Commissaire pour les réfugiés de l'ONU annonce qu'il n'étendra pas l'enquête sur les cas d'abus sexuels sur des enfants pratiqués en Afrique par ses propres membres.
- 2003 :
  - le Premier ministre français Jean-Pierre Raffarin présente, à Rouen, les transferts de compétences et les expérimentations consentis par l'État aux collectivités locales, dans le cadre de « l'acte II de la décentralisation ».
  - grâce à sa victoire dans le combiné nordique sprint, Johnny Spillane devient le premier Américain à décrocher une médaille d'or aux championnats du monde de ski nordique.
  - Václav Klaus est élu président de la République tchèque ; il succède à ce poste à Václav Havel.
- 2004 : aux 19es Victoires de la musique, les groupes Kyo et Mickey 3D obtiennent trois récompenses, Carla Bruni et Calogero sont élus artistes de l'année.
- 2006 :
  - ouverture à Yamoussoukro, la capitale officielle du pays, d'un sommet extraordinaire réunissant tous les protagonistes de la crise ivoirienne - il s'agit de la première rencontre en terre ivoirienne des principaux représentants depuis le début de la guerre civile, en septembre 2002 -, en présence du président de la République, Laurent Gbagbo, du Premier ministre, Charles Konan Banny, du chef des rebelles, Guillaume Soro, et des dirigeants des deux principaux partis d'opposition, l'ex-Premier ministre Alassane Ouattara et l'ancien chef de l'État Henri Konan Bédié.
  - le Parlement chinois, lors de la 20e session du Comité permanent de l'Assemblée populaire nationale de Chine, réunie à Pékin, ratifie la Convention internationale contre le financement du terrorisme.
- 2007 : la sonde américaine New Horizons, en route vers Pluton, survole Jupiter.
- 2010 : la tempête Xynthia touche la France.
- 2021 : au Salvador, les élections législatives se déroulent afin de renouveler les 84 membres de l'Assemblée législative du pays[3]. C'est une large victoire du parti Nouvelles Idées, soutenu par le président Nayib Bukele[4]. Des élections municipales ont lieu le même jour.

## Arts, culture et religion
- 869 : clôture du quatrième concile de Constantinople.
- 1957 : Gaston Lagaffe, créé par Franquin, fait son entrée pour la première fois dans le journal de Spirou. C'est le premier antihéros de la bande dessinée.
- 1970 : Led Zeppelin se produit en spectacle à Copenhague sous le pseudonyme de Nobs ; le comte Evan von Zeppelin, un descendant du constructeur aéronautique Ferdinand von Zeppelin, a menacé le groupe d'un procès s'il monte sur scène au Danemark en utilisant le célèbre nom.
- 1998 : le film On connaît la chanson du réalisateur Alain Resnais reçoit 7 prix lors de la soirée des Césars tenue au Théâtre des Champs-Élysées à Paris.
- 2013 : le pape Benoît XVI devient le premier pape émérite. À 20h00 (19h00 GMT), le siège pontifical entre en période de vacance (sede vacante) à la suite de la renonciation de Joseph Ratzinger, qui redevient « simple pèlerin »[5]. Il est le premier pape à renoncer à sa charge de son plein gré[6], des scellés sont posés, son anneau sera brisé... L'ex-pape promet « obéissance inconditionnelle » au prochain Saint-Père, et se sépare de ses mocassins rouges[7]. Toutefois il revêtira toujours la tenue blanche. Le prochain souverain pontife devra recueillir les deux tiers des voix des cardinaux réunis en conclave pour être élu et ce, quel que soit le nombre de scrutins.
- 2019 : l'Académie française approuve un rapport énonçant qu'il n'existe aucun obstacle de principe à la féminisation des noms de métiers et de professions en français.
- 2020 : 
  - Lady Gaga sort un nouveau single nommé Stupid Love.
  - la 45e cérémonie des César se tient à la salle Pleyel à Paris sur fond de polémique en raison de la place de choix donnée à Roman Polanski, visé par une accusation de viol et nommé à douze reprises[8]. Mais celui-ci, tout comme l'équipe du film, n'assiste pas à la cérémonie[9].

## Sciences et techniques
- 1928 : découverte de la diffusion Raman.
- 1935 : le chimiste Wallace Carothers, employé chez DuPont de Nemours, une entreprise de chimie située à Wilmington (Delaware), invente une matière plastique utilisée comme fibre textile. La découverte de la fibre, baptisée « nylon », et sa commercialisation, sont annoncées le 27 octobre 1938.
- 2005 : Steve Fossett décolle de Salina pour un tour du monde en solitaire et sans ravitaillement. Il espère boucler le tour de la planète, 42,450 kilomètres, en moins de 80 h grâce à son appareil ultra léger, le Virgin Atlantic GlobalFlyer. Il atterrit le 3 mars après soixante-sept heures et une minute de vol.

## Économie et société
- 1904 : création du Benfica Lisbonne en football masculin notamment.
- 2023 : en Grèce, une collision entre un train de voyageurs et un autre de fret près de Larissa entraîne la mort d'au moins 57 personnes et en blesse au moins 85 autres[10].

## Naissances

### XVIesiècle
- 1518 : François de France ou François III de Bretagne, fils aîné et un temps dauphin du roi de France François Ier († 10 août 1536).
- 1533 : Michel de Montaigne, penseur et humaniste français († 13 septembre 1592).
- 1552 : 
  - Jost Bürgi, horloger, et constructeur d'instruments suisse († 31 janvier 1632).
  - Elias Holl, architecte le plus important du début de l'époque baroque allemande († 6 janvier 1646).
- 1567 : Éléonore de Médicis, de la famille grand-ducale des Médicis († 9 septembre 1611).

### XVIIesiècle
- 1606 : 
  - William D'Avenant, poète et dramaturge anglais († 7 avril 1668).
  - Giacomo Antonio Fancelli, sculpteur italien de la période baroque  († 13 mars 1674).
- 1613 : John Pearson, théologien et homme d'église anglais († 16 juillet 1686).
- 1616 : Frédéric de Hesse-Darmstadt, cardinal allemand († 19 février 1682).
- 1675 : Guillaume Delisle, géographe et cartographe français († 25 janvier 1726).
- 1683 : René-Antoine Ferchault de Réaumur, scientifique français († 17 octobre 1757).
- 1690 : Alexis Petrovitch de Russie, fils aîné du tsar Pierre Ier de Russie († 26 juin 1718).

### XVIIIesiècle
- 1712 : Louis-Joseph de Montcalm, militaire français († 14 septembre 1759).
- 1724 : George Townshend, 1er marquis Townshend, militaire britannique parvenu au grade de maréchal († 14 septembre 1807).
- 1735 : Alexandre-Théophile Vandermonde, mathématicien français († 1er janvier 1796).
- 1739 : Paul-Gabriel Le Preux, médecin, écrivain et poète français († 19 mai 1816).
- 1743 : René Just Haüy, minéralogiste français († 3 juin 1822).
- 1754 : Joseph Perrin, général de brigade français († 9 juin 1800).
- 1758 : Nicolas François Mollien, homme politique français († 20 avril 1850).
- 1771 : Pierre d'Autancourt, baron, général d'Empire français († 2 janvier 1832).
- 1783 : Alexis Billiet, cardinal français, archevêque de Chambéry († 30 avril 1873).
- 1797 : Frédéric d'Orange-Nassau, deuxième fils du roi Guillaume Ier des Pays-Bas († 8 septembre 1881).

### XIXesiècle
- 1802 : Ernst Friedrich Zwirner, architecte allemand († 22 septembre 1861).
- 1804 : Charles Lagrange, homme politique républicain français († 22 décembre 1857).
- 1806 : Polydore Bounin, poète français († 27 octobre 1876).
- 1812 : 
  - Berthold Auerbach,  écrivain allemand († 8 février 1882).
  - Savinien Lapointe, poète, chansonnier et goguettier français († 29 décembre 1893).
- 1813 : Pōmare IV, reine de Tahiti († 17 septembre 1877).
- 1820 : Gustave Garrisson, homme politique et propriétaire agricole français († 9 août 1897).
- 1823 :
  - Frédéric-François II de Mecklembourg-Schwerin, grand-duc de Mecklembourg-Schwerin († 15 avril 1883).
  - Ernest Renan, écrivain, philosophe, philologue et historien français († 2 octobre 1892).
- 1824 : Charles Blondin, funambule français († 19 février 1897).
- 1825 : Jean-Baptiste Arban, compositeur français († 8 avril 1889).
- 1827 : Édouard-Charles Fabre, prélat canadien, archevêque de Montréal († 30 décembre 1896).
- 1836 : Eugène Delaplanche, sculpteur français († 10 janvier 1891).
- 1838 : Maurice Levy, physicien, mathématicien et ingénieur français († 30 septembre 1910).
- 1840 : Henri Duveyrier, voyageur, géographe et explorateur français († 25 avril 1892).
- 1841 : Albert de Mun, député royaliste français, théoricien du corporatisme chrétien († 6 octobre 1914).
- 1842 : Gustav Selve, fondateur allemand de la Selve Automobilwerke à Hamelin, près de Hambourg († 7 novembre 1909).
- 1851 : Jules Gervais, homme politique français († 25 février 1933).
- 1853 : Jean-Baptiste Chaudié, administrateur colonial, le premier gouverneur général de l'Afrique-Occidentale française († 5 janvier 1933).
- 1860 : 
  - François Anthoine, général français de la Première Guerre mondiale († 25 décembre 1944).
  - Basil Spalding de Garmendia, joueur de tennis américain, médaillé olympique († 9 novembre 1932).
- 1861 : Clotilde Cerdà i Bosch, connue sous son nom de scène d'Esmeralda Cervantes par Victor Hugo, compositrice, militante des droits humains contre l'esclavage et pour les droits des femmes († 12 avril 1926).
- 1867 : Thomas Theodor Heine, peintre et dessinateur allemand († 26 janvier 1948).
- 1873 : John Allsebrook Simon, homme politique britannique († 11 janvier 1954).
- 1875 : Maurice Renard, écrivain français († 18 novembre 1939).
- 1877 : Henri Breuil (dit l'abbé Breuil), prêtre et préhistorien français († 14 août 1961).
- 1878 : Pierre Fatou, mathématicien et ingénieur français († 10 août 1929).
- 1879 : 
  - Maurice de Wendel, administrateur de sociétés français († 19 mars 1961).
  - Hale Hamilton, acteur américain († 19 mai 1942).
- 1881 : Fernand Sanz, coureur cycliste français († 8 janvier 1925).
- 1882 : Albert Boudon-Lashermes, auteur régionaliste, érudit, généalogiste, de langue française († 12 juillet 1967).
- 1886 : Georges Lapierre, résistant français († 4 février 1945).
- 1888 : Eugène Bigot, chef d'orchestre et compositeur français († 17 juillet 1965).
- 1889 : 
  - John Todd Zimmer, ornithologue américain († 6 janvier 1957).
  - Hellmuth Volkmann, général allemand († 21 août 1940).
- 1890 : Joe Malone, joueur professionnel de hockey sur glace canadien († 15 mai 1969).
- 1892 : Vilmos Apor, évêque hongrois, béatifié en 1997 par Jean-Paul II († 2 avril 1945).
- 1894 : Ben Hecht, scénariste et écrivain américain († 18 avril 1964).
- 1895 : 
  - Jean-Michel Frank, décorateurs français de la période Art déco († 8 mars 1941).
  - Marcel Pagnol, écrivain et académicien français († 18 avril 1974).
- 1896 : Philip Showalter Hench, médecin américain, co-prix Nobel de physiologie ou médecine de 1950 († 30 mars 1965).
- 1897 : Charles Aeschlimann, joueur de tennis suisse († 4 mai 1952).
- 1900 : Georges Séféris, poète grec († 20 septembre 1971).

### XXesiècle
- 1901 :
  - Sylvia Field, actrice américaine († 31 juillet 1998).
  - Linus Pauling, chimiste et physicien américain Prix Nobel de chimie en 1954, Prix Nobel de la paix en 1962 († 19 août 1994).
- 1903 : Vincente Minnelli, réalisateur américain († 25 juillet 1986).
- 1904 : Anthony Havelock-Allan, producteur, scénariste et réalisateur britannique († 11 janvier 2003).
- 1905 : Lucia Valerio, joueuse de tennis italienne († 26 septembre 1996).
- 1906 :
  - Isidore Annenski, cinéaste et metteur en scène soviétique († 2 mai 1977).
  - Bugsy Siegel, mafieux américain († 20 juin 1947).
- 1908 :
  - Rosaire Gauthier, homme politique canadien français († 15 décembre 1992).
  - Alexander Golitzen, chef décorateur américain d'origine russe († 26 juillet 2005).
  - Medhananda, penseur, philosophe et égyptologue allemand († 26 mai 1994).
- 1910 : Roger Baulu, annonceur et animateur de radio et de télévision québécois († 17 septembre 1997).
- 1911 : 
  - Denis Parsons Burkitt, chirurgien britannique († 23 mars 1993).
  - Eugène Doyen, homme politique français († 4 août 1977).
  - Amir Hamzah, poète indonésien et un héros national de l'Indonésie († 20 mars 1946).
  - Robert Gontier, résistant français du réseau Alliance pendant la Seconde Guerre mondiale († 30 novembre 1944).
  - Jean Solomidès né Yangos Solomides, chercheur et biologiste français d'origine chypriote († 28 mai 1979).
  - Otakar Vávra, réalisateur, scénariste et pédagogue tchèque († 15 septembre 2011).
  - Herman Leo Van Breda, philosophe belge, moine franciscain († 4 mars 1974).
- 1912 :
  - Bertil de Suède, duc de Halland, troisième fils de Roi Gustave VI Adolphe de Suède († 5 janvier 1997).
  - Clara Petacci, maîtresse de Benito Mussolini († 28 avril 1945).
- 1914 : Mia Riddez, actrice et scénariste québécoise († 13 octobre 1995).
- 1915 :
  - Bienheureux Karl Leisner, prêtre au camp de Dachau béatifié en 1996 par Jean-Paul II († 12 août 1945).
  - Peter Medawar, biologiste britannique d'origine libanaise, co-prix Nobel de physiologie ou médecine en 1960 († 2 octobre 1987).
  - Zero Mostel, acteur et humoriste américain († 8 septembre 1977).
- 1917 : Odette Laure, comédienne de théâtre et de cinéma français († 10 juin 2004).
- 1918 : Juan Belmonte Campoy, matador espagnol († 20 juillet 1975).
- 1919 : Brian Urquhart (Brian Edward Urquhart), combattant puis diplomate anglais, pionnier et ancien secrétaire général adjoint des Nations unies devenu centenaire († 2 janvier 2021).
- 1921 :
  - Marcel Chevalier, bourreau français († 8 octobre 2008).
  - Pierre Clostermann, aviateur français († 22 mars 2006).
  - Saul Zaentz, producteur américain († 3 janvier 2014).
- 1923 : Charles Durning, acteur et réalisateur américain († 24 décembre 2012).
- 1924 : Noa Eshkol, danseuse israélienne († 14 octobre 2007).
- 1925 :
  - Christa Czempiel (de), femme politique allemande († 10 juillet 2007).
  - Roger Papaz, homme d'affaires français († 9 octobre 2004).
- 1926 : Marcel Pepin, syndicaliste et journaliste québécois († 6 mars 2000).
- 1927 : Gérard Devos, chef d'orchestre français  († 22 décembre 2018).
- 1928 :
  - Stanley Baker, acteur britannique († 28 juin 1976).
  - Claude Nigon, escrimeur français († 30 janvier 1994).
  - Yves Ryan, homme politique québécois († 2 février 2014).
  - Walter Tevis, écrivain américain († 8 août 1984).
- 1929 :
  - Frank Gehry, architecte américano-canadien.
  - Joseph Rouleau, chanteur lyrique québécois († 12 juillet 2019).
- 1930 :
  - Leon Neil Cooper, physicien américain, prix Nobel de physique en 1972.
  - Pierre Jansen, compositeur français de musique de film († 13 août 2015).
- 1931 :
  - Gavin MacLeod, acteur américain († 29 mai 2021).
  - Dean Smith, joueur et entraîneur de basket-ball († 7 février 2015).
  - Szeto Wah, président de l'Alliance de Hong Kong en soutien des mouvements démocratiques et patriotiques en Chine († 2 janvier 2011).
- 1932 :
  - Jean-Paul Benzécri, statisticien français († 24 novembre 2019).
  - Noel Cantwell, footballeur et joueur de cricket irlandais († 8 septembre 2005).
  - Don Francks, acteur canadien († 3 avril 2016).
- 1933 : 
  - Robert Grondelaers, coureur cycliste belge, champion olympique († 22 août 1989).
  - Charles Vinci, haltérophile américain, double champion olympique († 13 juin 2018).
- 1934 : Ronnie Moran, footballeur et entraîneur anglais († 22 mars 2017).
- 1938 : 
  - Jacques Floch, homme politique français.
  - Isabel de Jesus, peintre naïve brésilienne[11].
  - Terence Spinks, boxeur britannique, champion olympique († 26 avril 2012).
  - Nikola Spiridonov, joueur d'échecs bulgare († 13 mars 2021).
- 1939 :
  - Paolo Bonacelli, acteur italien.
  - Jacques Hurtubise, peintre québécois († 27 décembre 2014).
  - Liesel Jakobi, athlète allemande de saut en longueur.
  - Chögyam Trungpa Rinpoché, maître du bouddhisme tibétain ( † 4 avril 1987).
- 1940 :
  - Mario Andretti, coureur automobile américain, d'origine italienne.
  - Joe South, chanteur, guitariste et compositeur américain († 5 septembre 2012).
- 1941 : Suzanne Moubarak, personnalité égyptienne, épouse du président égyptien Hosni Moubarak.
- 1942 :
  - Brian Jones, musicien britannique, fondateur et guitariste des Rolling Stones († 3 juillet 1969).
  - Dino Zoff, footballeur italien.
- 1943 :
  - Barbara Acklin, chanteuse de RnB contemporain américaine ( † 27 novembre 1998).
  - Daniel Bardet, scénariste de bande dessinée français.
- 1944 :
  - Sepp Maier, footballeur allemand.
  - Şirin Tekeli, universitaire, écrivaine et militante féministe turque († 13 juin 2017).
  - Storm Thorgerson, photographe, réalisateur et graphiste anglais († 18 avril 2013).
- 1945 :
  - Mimsy Farmer, actrice américaine.
  - Zygmunt Hanusik, cycliste sur route polonais († 4 mars 2021).
  - Bubba Smith, joueur de football américain et acteur américain († 3 août 2011).
- 1946 :
  - Robin Cook, homme politique britannique, secrétaire d'État aux Affaires étrangères et Commonwealth d'un gouvernement Blair de 1997 à 2001, ministre des relations avec le Parlement et les Communes de 2001 à 2003 et président du Parti socialiste européen de 2001 à 2004 († 6 août 2005).
  - Marc Faber, analyste en investissements et entrepreneur suisse.
  - Sylvain Vasseur, coureur cycliste français.
- 1947 :
  - Stephanie Beacham, actrice britannique.
  - Włodzimierz Lubański, footballeur polonais.
  - Jean-Pierre Sueur, homme politique français, sénateur socialiste.
- 1948 :
  - Geoff Nicholls, musicien britannique du groupe Black Sabbath († 28 janvier 2017).
  - Bernadette Peters (née Lazzara), actrice, chanteuse et auteure américaine de livre pour enfants.
  - Mercedes Ruehl, actrice américaine.
- 1949 : 
  - Zoia Ceaușescu, mathématicienne roumaine, fille des anciens dirigeants du même pays Elena et Nicolae Ceaușescu († 20 novembre 2006).
  - Jenny Lamy, athlète australienne.
- 1951 :
  - Raphaële Billetdoux, écrivaine française.
  - Gustav Thöni, skieur alpin italien.
- 1952 : Michel Bury, tireur sportif français.
- 1953 :
  - Ricky Steamboat (Richard Blood dit), catcheur professionnel américain.
  - Luc Dellisse, écrivain franco-belge.
  - Osmo Vänskä, chef d'orchestre finlandais.
- 1954 : Alain Crepin, musicien et compositeur belge.
- 1955 : Randy Jackson, guitariste de rock américain.
- 1957 :
  - Jan Ceulemans, footballeur puis entraîneur belge.
  - Lionel Le Falher, peintre français († 5 mai 2008).
  - John Turturro, acteur américain.
  - Cindy Wilson, chanteuse et compositrice américaine du groupe The B-52's.
- 1958 :
  - Julie Higgins, cavalière handisport australienne
  - Christina Lathan, athlète de République démocratique allemande spécialiste du 400 m, championne olympique en 1976.
  - Jeanne Mas, chanteuse française.
  - Mark Pavelich, joueur américain de hockey sur glace († 4 mars 2021).
  - Marina Wilke, rameuse d'aviron est-allemande.
- 1959 : 
  - Avril Forest (Port-de-Paix, Haïti, 28 février 1959-   ), peintre naïf haïtien[11].
  - Edward Kawak, culturiste français († 21 mai 2006).
- 1960 :
  - Dorothy Stratten (Dorothy Ruth Hoogstraten dite), actrice et modèle canadienne († 14 août 1980).
  - Konstantin Volkov, perchiste soviétique.
  - David Green, cavalier australien, champion olympique par équipe.
- 1961 :
  - Larisa Berezhnaya, athlète ayant représenté l'Union soviétique puis l'Ukraine, spécialiste du saut en longueur.
  - Rae Dawn Chong, actrice d’origine canadienne.
  - Mark Latham, homme politique australien, chef du Parti travailliste.
  - René Simard, chanteur, animateur et acteur québécois.
- 1962 :
  - Angela Bailey, athlète canadienne († 31 juillet 2021).
  - Antonello Riva, joueur italien de basket-ball.
- 1963 : 
  - Claudio Chiappucci, coureur cycliste italien.
  - Éric Saunier, historien français spécialisé dans l’étude des sociétés urbaines, de la franc-maçonnerie et de la traite négrière.
- 1964 : Djamolidine Abdoujaparov (/Dzhamolidine, en cyrillique Джамолидин Абдужапаров), coureur cycliste soviétique puis ouzbek.
- 1965 : Colum McCann, écrivain irlandais.
- 1966 :
  - Éric Dubus, athlète français spécialiste de demi-fond.
  - Paulo Futre, footballeur portugais.
  - Vincent Sabatier, auteur français de poésie contemporaine.
- 1967 : Colin Cooper, footballeur anglais.
- 1968 :
  - Stéphan Lebeau, joueur et entraîneur québécois de hockey sur glace.
  - Éric le Chanony, bobeur français.
  - Gregor Stähli, pilote suisse de skeleton.
- 1969 :
  - Guy Bolduc, journaliste et animateur de télévision québécois.
  - Robert Sean Leonard, comédien américain.
  - Patrick Monahan, auteur-compositeur et interprète américain.
- 1970 : 
  - Noureddine Morceli, athlète algérien.
  - Stéphane Pencréac'h, peintre français.
- 1971 : David Khakhaleishvili, judoka géorgien, champion olympique († 11 janvier 2021).
- 1972 :
  - Rory Cochrane, acteur américain.
  - Jorge Rivera, pratiquant américain d'arts martiaux mixtes.
- 1973 :
  - Eric Lindros, hockeyeur canadien.
  - Bouchra Melouany, lutteuse marocaine.
  - Nicolas Minassian, pilote d'endurance français.
  - Natallia Safronnikava, athlète bélarus spécialiste du sprint.
- 1974 :
  - Ali Baddou, universitaire normalien et animateur de radio et de télévision français.
  - Richard Tuheiava, personnalité politique française, sénateur de la Polynésie française.
  - Alexander Zickler, footballeur allemand.
  - Michael Manasseri , acteur américain
- 1976 :
  - Francisco Elson, basketteur néerlandais d'origine surinamaise.
  - Guillaume Lemay-Thivierge, acteur québécois.
- 1977 :
  - Jason Aldean, chanteur américain de musique country.
  - Stéphanie Anseeuw, femme politique belge flamande.
  - Mirza Džomba, handballeur croate.
  - Lance Hoyt, lutteur américain.
  - Tatyana Levina, athlète russe, spécialiste du 200 m et du relais 4 × 400 m.
  - Heykel Megannem, handballeur tunisien.
- 1978 :
  - Jeanne Cherhal, autrice, compositrice, interprète aux chant et instrument (piano) française.
  - Robert Heffernan, athlète irlandais, spécialiste de la marche.
  - Benjamin Raich, skieur alpin autrichien.
  - Jamaal Tinsley, basketteur américain.
  - Mariano Zabaleta, joueur de tennis argentin.
- 1979 :
  - Michael Bisping, combattant anglais de MMA.
  - Élisabeth Bost, journaliste, chroniqueuse, et animatrice de télévision française.
  - Sébastien Bourdais, pilote automobile français.
  - Ivo Karlović, joueur de tennis professionnel croate.
  - Primož Peterka, sauteur à ski slovène.
  - Hélder Rodrigues, pilote de rallye-raid et d'enduro portugais.
  - Marc Salyers, basketteur américain.
- 1980 :
  - Foad Ajdir, joueur professionnel français de football américain.
  - Pascal Bosschaart, footballeur néerlandais.
  - Lucian Bute, boxeur québécois d’origine roumaine.
  - Javier Castaño, matador espagnol.
  - Sigurd Pettersen, sauteur à ski norvégien.
  - Pavel Šnobel (en), joueur de tennis professionnel tchèque.
- 1981 :
  - Anke Kühn, joueuse de hockey sur gazon allemande.
  - Nicolas Penneteau, footballeur français.
  - Florent Serra, joueur de tennis français.
- 1982 :
  - Aurélien Capoue, footballeur professionnel français.
  - Yelena Slesarenko, athlète russe de saut en hauteur.
  - Anderson Varejão, basketteur brésilien.
  - Natalia Vodianova, top model russe.
- 1984 : Karolína Kurková, mannequin tchèque.
- 1985 :
  - Rin Aoki, actrice japonaise de film pornographique et mannequin de charme.
  - Fefe Dobson, chanteuse canadienne.
  - Jelena Janković, joueuse de tennis professionnelle serbe.
  - Esther Lofgren, rameuse américaine.
  - Daniela Masseroni, gymnaste rythmique italienne médaillée olympique en 2004.
  - Ali Traoré, joueur de basket-ball Français.
- 1986 :
  - Choi Eun-sook, escrimeuse sud-coréenne.
  - Dmytro Kosyakov, coureur cycliste professionnel russe.
  - Kim Martin, joueuse de hockey sur glace suédoise.
  - Guy Roland Ndy Assembe, footballeur camerounais.
- 1987 :
  - Tariku Bekele, athlète éthiopien spécialiste des courses de fond.
  - Antonio Candreva, footballeur italien.
  - Axel Clerget, judoka français.
  - Édouard Collin, acteur de théâtre et de cinéma français.
  - Kerrea Gilbert, joueur de football anglais.
  - Josh McRoberts, basketteur américain.
- 1988 : Spencer Hawes, basketteur américain.
- 1989 :
  - Charles Jenkins, basketteur américain.
  - David Louhoungou, footballeur franco-congolais.
- 1991 : Hélène Receveaux, Judokate française.
- 1996 : 
  - Karsten Warholm, athlète norvégien.
  - Lucas Boyé, footballeur italo-argentin
- 1999 : Luka Dončić, basketteur slovène.

### XXIesiècle
- 2007 : Lalla Khadija, princesse marocaine, fille de Mohammed VI, actuel roi du Maroc, et de la princesse Lalla Salma.

## Décès

### XIIesiècle
- 1105 : Raymond IV de Toulouse dit Raymond de Saint-Gilles, comte de Toulouse et de Tripoli comme participant à la première croisade en Orient (° vers 1042).

### XIVesiècle
- 1326 : Léopold Ier d'Autriche, duc d'Autriche (° 4 août 1290).

### XVesiècle
- 1453 : Isabelle Ire de Lorraine, duchesse de Lorraine (° 1400).

### XVIesiècle
- 1525 : Cuauhtémoc, dernier empereur aztèque (° 1497).
- 1547 : Philippe de Gueldre, duchesse douairière de Lorraine et de Bar, fille d'Adolphe de Gueldre, duc de Gueldre et de Catherine de Bourbon (v. 1440-1469).
- 1572 : Catherine d'Autriche, princesse de la dynastie des Habsbourg (° 15 septembre 1533).

### XVIIesiècle
- 1621 : Cosme II de Médicis, grand duc de Toscane (° 12 mai 1590).
- 1648 : Christian IV de Danemark, roi de Danemark et de Norvège (° 12 avril 1577).
- 1658 : Johann Lauremberg, écrivain allemand (° 26 février 1590).
- 1694 : Jean Bégrand, frère jésuite des Pays-Bas méridionaux, architecte et bâtisseur (° 23 février 1623).

### XVIIIesiècle
- 1760 : François Thurot, corsaire français (° 21 juillet 1727).
- 1769 : Charles Paul Sigismond de Montmorency-Luxembourg, duc de Châtillon, gouverneur du Maine, du Perche et du comté de Laval, lieutenant général des armées (° 20 février 1697).
- 1777 : Fierville, acteur et danseur français (° 29 mars 1671).

### XIXesiècle
- 1812 : Hugo Kołłątaj, militant et écrivain politique, théoricien et philosophe polonais (° 1er avril 1750).
- 1815 : Plancher Valcour, comédien, dramaturge et directeur de théâtre français (° 23 février 1751).
- 1857 : André Dumont, géologue et minéralogiste belge (° 15 février 1809).
- 1867 : Jacques Raymond Brascassat, peintre et aquafortiste français (° 30 août 1804).
- 1869 : Alphonse de Lamartine, poète, écrivain, historien, et homme politique français (° 21 octobre 1790).
- 1871 : Christophe Moehrlen, pédagogue, théologue et écrivain allemand (° 20 janvier 1800).
- 1875 : Raymond Brucker, écrivain français (° 5 mai 1800).
- 1879 : Hortense Allart, écrivain et essayiste féministe française (° 7 septembre 1801).
- 1883 : Ambroise Challe, avocat, historien et homme politique français (° 13 juin 1799).
- 1886 :
  - Marc Bonnehée, baryton français (° 2 avril 1828).
  - Calixte Bournat, homme politique français (° 4 octobre 1814).
  - Édouard Morren, botaniste belge (° 2 décembre 1833).
  - Charles William Peach, naturaliste et géologue britannique (° 30 septembre 1800).
- 1888 : Punteret (Joaquín Sans y Almenar dit), matador espagnol (° 10 octobre 1853).
- 1896 : Ante Starčević, personnalité politique et écrivain croate (° 23 mai 1823).

### XXesiècle
- 1905 : Heinrich Eckert, photographe bohémien (° 22 avril 1833).
- 1907 : André Lemoyne, poète et romancier français (° 27 novembre 1822).
- 1911 : Auguste Angellier, poète et universitaire français  (° 1er juillet 1848).
- 1916 : Henry James, écrivain américain (° 15 avril 1843).
- 1917 : Thomas Saleh, prêtre maronite libanais, martyr, bienheureux (° 3 mai 1879).
- 1918 : Alexandre Baréty, médecin, historien et homme politique français (° 22 mai 1844).
- 1925 : Friedrich Ebert, homme politique social-démocrate allemand (° 4 février 1871).
- 1929 : Paul Maryllis, poète, historien et naturaliste français 12 mars 1867).
- 1933 : Henri de Bournazel, militaire français (° 21 février 1898).
- 1932 : Guillaume Bigourdan, astronome à l'observatoire de Paris et président de l'Académie des sciences (° 6 avril 1851).
- 1936 :
  - Daniel Brottier, missionnaire spiritain français béatifié en 1984 par Jean-Paul II (° 7 septembre 1876).
  - Eugène d'Eichthal, économiste, sociologue et poète français (° 3 novembre 1844).
  - Charles Nicolle, bactériologiste français, Prix Nobel de médecine en 1928 (° 21 septembre 1866).
- 1940 : Arnold Dolmetsch, violoniste, facteur d’instruments, et musicologue franco-suisse naturalisé anglais (° 24 février 1858).
- 1941 : Alphonse XIII, roi d'Espagne, duc de Tolède, aîné des Capétiens (° 17 mai 1886).
- 1943 : Alexandre Yersin, physicien franco-suisse (° 22 septembre 1863).
- 1944 : Alfred Beamish, joueur de tennis britannique (° 6 août 1879).
- 1946 : John Stanley Gardiner, zoologiste et océanographe britannique (° 24 janvier 1872).
- 1951 :
  - Henry Taylor, nageur britannique (° 17 mars 1885).
  - Vsevolod Vichnevski, auteur, dramaturge et scénariste russe (° 21 décembre 1900).
- 1953 : Eleazar Sukenik, archéologue israélien, professeur à l'Université hébraïque de Jérusalem (° 12 août 1889).
- 1955 : Josiah Ritchie, joueur de tennis britannique (° 18 octobre 1870).
- 1956 :
  - Louis Bernard, homme politique français (° 26 janvier 1886).
  - Frigyes Riesz, mathématicien austro-hongrois (° 22 janvier 1880).
- 1959 : Maxwell Anderson, auteur dramatique américain (° 15 décembre 1888).
- 1962 : 
  - Julio Camba, écrivain et journaliste espagnol (° 16 décembre 1882).
  - Saw Sa, médecin, suffragette et sénatrice birmane (° 1er août 1884).
- 1963 : Theodore Newton, acteur américain (° 4 août 1904).
- 1965 : Adolf Schärf, homme politique autrichien, président de 1957 à 1965 (° 20 avril 1890).
- 1966 :
  - Art Basset (Charles Bassett dit), astronaute américain (° 30 décembre 1931).
  - Elliot See, astronaute américain (° 23 juillet 1927).
- 1968 : Pierre Boven, juriste, botaniste et ornithologue suisse (° 24 janvier 1886).
- 1969 : Gustavo Testa, cardinal italien, délégué apostolique en Égypte, en Palestine (en), en Arabie, en Érythrée, en Éthiopie (en), en Transjordanie et de Chypre (en) puis nonce apostolique en Suisse (° 28 juillet 1886).
- 1973 : Juste Brouzes, footballeur français (° 18 janvier 1894).
- 1974 : Bobby Bloom (en), chanteur et compositeur américain (° 15 janvier 1946).
- 1976 : André Cavalier, une des Gueules cassées que le président du conseil Georges Clemenceau invita pour assister au Traité de Versailles (° 10 février 1890).
- 1979 : Louise Lagrange, actrice française (° 19 août 1897).
- 1981 : Álvaro Cunqueiro, romancier, poète, dramaturge, journaliste et gastronome espagnol (° 22 décembre 1911).
- 1983 : Florence Gould, femme de lettres et salonnière américaine (° 28 février 1983).
- 1984 : Georges Tabet, chanteur, compositeur et scénariste français (° 23 janvier 1905).
- 1985 :
  - Ferdinand Alquié, philosophe français académicien ès sciences morales et politiques (° 18 décembre 1906).
  - David Byron, chanteur britannique du groupe Uriah Heep (° 29 janvier 1947).
- 1986 :
  - Raymond Delamarre, sculpteur et graveur médailleur français (° 8 juin 1890).
  - Olof Palme, premier ministre suédois de 1969 à 1976 et de 1982 à 1986 (° 30 janvier 1927).
- 1988 : Leopold Paasch, compositeur allemand (° 30 mai 1912).
- 1991 : Abel Quezada, illustrateur, caricaturiste, dessinateur, conteur, peintre, écrivain et journaliste mexicain (° 13 décembre 1920).
- 1993 :
  - Ishirō Honda, réalisateur japonais (° 7 mai 1911).
  - Ruby Keeler, actrice canadienne (° 25 août 1909).
- 1994 : Katia Bengana, étudiante algérienne (° 1977).
- 1995 : René Pascal, régisseur général, directeur de production et acteur français (° 27 novembre 1907).
- 1996 : Maximilien Rubel, théoricien communiste, français d'origine autrichienne (° 10 octobre 1905).
- 1997 :
  - Osvaldo Bailo, coureur cycliste italien (° 12 septembre 1912).
  - Giuseppe Migneco, peintre italien (° 9 février 1903).
- 1998 :
  - Arkady Chevtchenko, diplomate et espion soviétique (° 11 octobre 1930).
  - Todd Duncan, chanteur et pédagogue américain (° 12 février 1903).
  - John Fulton, matador américain (° 25 mai 1933).
  - Elsy Jacobs, cycliste sur piste et sur route luxembourgeoise (° 4 mars 1933).
  - Ellis Kadison, scénariste, réalisateur et producteur américain (° 18 février 1928).
  - Marie Kettnerová, pongiste tchèque (° 4 avril 1911).
  - Dermot Morgan, acteur irlandais (° 31 mars 1952).
  - Antonio Quarracino, cardinal archevêque de Buenos Aires (° 8 août 1923).
- 1999 : 
  - Nurser Öztunalı, architecte, éditrice et féministe turque (° 4 février 1947).
  - Bill Talbert, joueur de tennis américain (° 4 septembre 1918).
  - Bing Xin, romancière, poète et traductrice chinoise (° 5 octobre 1900).
- 2000 : 
  - Władysław Gnyś, pilote de chasse polonais (° 24 août 1910).
  - John N. Irwin, II, diplomate et avocat américain (° 31 décembre 1913).
  - Jean Vallette d'Osia, officier et résistant français (° 16 août 1898).

### XXIesiècle
- 2001 : 
  - Stan Cullis, footballeur anglais (° 25 octobre 1916).
  - Gildas Molgat, homme d'État canadien (° 25 janvier 1927).
  - Charles Pozzi, pilote automobile français (° 27 août 1909).
  - Nicholas Vivian, homme politique britannique (° 11 décembre 1935).
- 2002 : Helmut Zacharias, violoniste et compositeur allemand (° 27 janvier 1920).
- 2003 :
  - Albert Batteux, joueur et entraîneur de football français (° 2 juillet 1919).
  - Chris Brasher, athlète de fond puis journaliste britannique (° 21 août 1928).
  - Dínos Dimópoulos, acteur, scénariste, dramaturge, réalisateur et metteur en scène grec (° 22 août 1921).
  - Fidel Sánchez Hernández, président du Salvador de 1967 à 1972 (° 7 juillet 1917).
- 2004 :
  - Daniel J. Boorstin, historien, professeur, avocat et écrivain américain (° 1er octobre 1914).
  - Carmen Laforet, romancière espagnole (° 6 septembre 1921).
  - Yvon Thiboutot, acteur québécois (° 1937).
- 2005 :
  - Chris Curtis (en), batteur et chanteur anglais du groupe The Searchers (° 26 août 1941).
  - Mario Luzi, poète italien (° 20 octobre 1914).
  - Gérard Papin, footballeur français (° 5 mai 1947).
  - Yann Paranthoën, opérateur du son et réalisateur breton et français de création radiophonique à la radio d'État puis publique (° 30 août 1935).
  - Édouard Stern, financier français, mort assassiné (° 18 octobre 1954).
- 2006 :
  - Owen Chamberlain, physicien américain, Prix Nobel de physique 1959 (° 10 juillet 1920).
  - Ron Cyrus, homme politique américain (° 10 juillet 1935).
  - Arno Wallaard, cycliste sur route néerlandais (° 13 octobre 1979).
- 2007 :
  - Leigh Eddings, écrivaine américaine, auteur de romans de fantasy, mariée à David Eddings (° 1937).
  - Charles Forte (it), magnat italien de l'hôtellerie (° 26 novembre 1908).
  - Marie-Adélaïde de Luxembourg, princesse de Luxembourg et comtesse de Donnersmarck, tante du Grand-Duc Henri Ier (° 21 mai 1924).
  - Arthur Meier Schlesinger Jr., historien et conseiller politique américain (° 15 octobre 1917).
  - Billy Thorpe, rockeur australien (° 29 mars 1946).
- 2008 :
  - Michel Bataille, écrivain français (° 25 mars 1926).
  - Gérard Calvet OSB, abbé français du Barroux (° 18 novembre 1927).
  - Mike Smith (en), chanteur anglais du groupe The Dave Clark Five (° 6 décembre 1943).
- 2009 :
  - Max Aebischer, homme politique suisse (° 2 janvier 1914).
  - Daniel Riot, journalistefrançais (° 16 avril 1946).
  - Miguel Serrano, diplomate, explorateur et auteur de poésie chilien (° 10 septembre 1917).
  - Tom Sturdivant (en), joueur de baseball américain (° 28 avril 1930).
- 2010 : 
  - Martin Benson, acteur britannique (° 10 août 1918).
  - Chūshirō Hayashi, astrophysicien japonais (° 25 juillet 1920).
  - Phillip Law, scientifique et explorateur australien (° 21 avril 1912).
  - Roger Milliot, cycliste sur route français (° 26 juin 1943).
  - Audrey Stevens Niyogi, biochimiste américaine († 28 février 2010).
- 2011 :
  - Annie Girardot, actrice française (° 25 octobre 1931).
  - Jane Russell, actrice américaine (° 21 juin 1921).
- 2012 : 
  - Jaime Graça, footballeur portugais (° 10 janvier 1942).
  - Anders Kulläng, pilote de rallyes suédois (° 23 septembre 1943).
- 2013 : 
  - Theo Bos, footballeur néerlandais (° 5 octobre 1965).
  - Daniel Darc, chanteur français (° 20 mai 1959).
  - Donald Arthur Glaser, physicien et neurobiologiste américain (° 21 septembre 1926).
  - Jean Honoré, cardinal français (° 13 août 1920).
  - Bruce Reynolds, criminel britannique, cerveau de l'attaque du train postal Glasgow-Londres (° 7 septembre 1931).
  - Armando Trovajoli, pianiste et compositeur italien (° 2 septembre 1917).
  - Jan Van Steen, footballeur belge (° 2 juin 1929).
- 2014 :
  - Kevon Carter, footballeur trinidadien (° 14 novembre 1983).
  - Michio Mado, poète japonais (° 16 novembre 1909).
- 2015 : Anthony Mason, basketteur américain (° 14 décembre 1966).
- 2016 :
  - George Kennedy, acteur et écrivain (° 18 février 1925).
  - Liliane Wouters, femme de lettres belge (° 5 février 1930).
- 2017 :
  - Vladimir Petrov, hockeyeur sur glace soviétique puis russe (° 30 mai 1947).
  - Elisabeth Waldheim, première dame autrichienne, veuve de Kurt Waldheim (° 13 avril 1922).
- 2019 :
  - Ed Bickert, guitariste de jazz canadien (º 29 novembre 1932).
  - André Previn, pianiste, chef d'orchestre et compositeur américain d'origine allemande (° 6 avril 1929).
- 2020 :
  - Emmanuel Debarre, sculpteur français (° 9 novembre 1948).
  - Freeman Dyson, physicien théoricien et mathématicien britanno-américain (° 15 décembre 1923).
  - Muhammad Imara, penseur musulman égyptien (° 8 décembre 1931).
  - Guennadi Kouzmine, joueur d'échecs et un entraîneur soviétique puis ukrainien (° 19 janvier 1946).
  - Teresa Machado, athlète de lancers de poids portugaise (° 22 juillet 1969).
  - Stig-Göran Myntti, joueur de football et de bandy finlandais (° 6 août 1925).
  - Balbir Singh, hockeyeur sur gazon indien (° 8 août 1942).
- 2021 : 
  - Milan Bandić, homme politique yougoslave puis croate (° 22 décembre 1955).
  - Bernard Guyot, coureur cycliste français (° 19 novembre 1945).
  - Glenn Roeder, footballeur britannique (° 13 décembre 1955).
- 2022 : 
  - Dominique Paturel, acteur français (° 3 avril 1931).
  - Andreï Soukhovetski, militaire major-général russe (° 25 juin 1974).
- 2023 : 
  - Yvonne Constant, comédienne et chanteuse française (° ? 1930).
  - Javad Tabatabai, professeur émérite iranien (° 14 décembre 1945).
  - Grant Turner, footballeur néo-zélandais (° 7 octobre 1958).

## Célébrations
- Andalousie (sud de l'Espagne) : Día de Andalucía (es), jour de l'Andalousie commémorant le référendum ayant donné plus d'autonomie à l'Andalousie.
- Pays arabes[pas clair] : fête des professeurs.
- Finlande : jour du Kalevala, fêtant la culture finlandaise.
- Taïwan : jour du Mémorial de la Paix commémorant "l'Incident 228", début du massacre qui réprima un soulèvement populaire contre le Kuomintang.

### Religieuse
- Bahaïsme : troisième jour du mois intercalaire / Ayyám-i-Há consacré aux dons dans le calendrier badīʿ.

### Saints des Églises chrétiennes

#### Saints des Églises catholiques et orthodoxes
Saints des Églises catholiques et orthodoxes :
- Céréal, Pupule, Sérapion et Caïus († 262), martyrs à Alexandrie.
- Hilaire († 468), 46e pape. (fête le 29 février en année bissextile).
- Marane et Cyre († 455), moniales à Alep.
- Nymphas et Eubule († Ier siècle), disciples de saint Paul.
- Oswald de Worcester († 992), moine à l'abbaye de Fleury puis évêque de Worcester et de York. (fête le 29 février en année bissextile).
- Protérius († 457), archevêque d'Alexandrie, martyrisé avec six compagnons par les partisans d'Eutychès.
- Romain de Condat († Ve siècle), fondateur avec son frère, Lupicin de Lauconne, du monastère de Condat.
- Ruellin († 650), disciple de saint Tugdual, 2e évêque de Tréguier.
- Vindémial († 680), 36e évêque de Vérone.

#### Saints et bienheureux des Églises catholiques
Saints et bienheureux des Églises catholiques :
- Antoinette de Florence († 1472), bienheureuse abbesse clarisse italienne. (fête le 29 février en année bissextile).
- Auguste Chapdelaine († 1856), prêtre français des missions étrangères, martyr en Chine. (fête le 29 février en année bissextile).
- Daniel Brottier († 1936), bienheureux prêtre spiritain français, directeur des orphelins apprentis d'Auteuil.
- Stanislas Trojanowski († 1942), bienheureux religieux franciscain polonais martyr à Auschwitz.

#### Saints des Églises orthodoxes (aux dates parfois"juliennes"/ orientales)
Saints des Églises orthodoxes :
- Basile le Confesseur (en) († 747), compagnon de Procope le Décapolite (it), défenseur des saintes images sous Léon III l'Isaurien.
- Kyranna de Thessalonique († 1751), vierge près de Thessalonique, martyre par la main des Ottomans.
- Nicolas de Pskov († 1576), fol en Christ à l'époque du tsar Ivan le Terrible.

### Prénoms du jour[Où?]
Bonne fête aux Romain et ses variantes, féminine Romane et masculine Roman (les Roméo étant fêtés les 25 février soit bien avant les Rameaux).
Et aussi aux :
- Rivelen et ses variantes ou dérivés autant bretons : Ruellan, Ruellen, Ruellin, Ruellon, etc.
- Roger et son féminin Rogère et leurs variantes (voir 27 février et 30 décembre).

## Traditions et superstitions

### Dictons
- « Beau ciel à la saint Romain, il y aura des denrées et du bon vin. »[14]
- « Ciel clair à la saint Romain, c'est beaucoup de bien et de bon vin. »[15]
- « Si tu tailles ta vigne au 28 février, tu auras du raisin plein ton panier. »[16]
- « Soleil le dernier jour de février met des fleurs au pommier. »[17]

### Astrologie
- Signe du zodiaque : 10e jour du signe astrologique des Poissons.

## Toponymie
Les noms de plusieurs voies, places, sites ou édifices de pays ou régions francophones contiennent cette date sous différentes graphies : voir Vingt-Huit-Février .